# Koszary Bramy Ślimaczej w Szczecinie

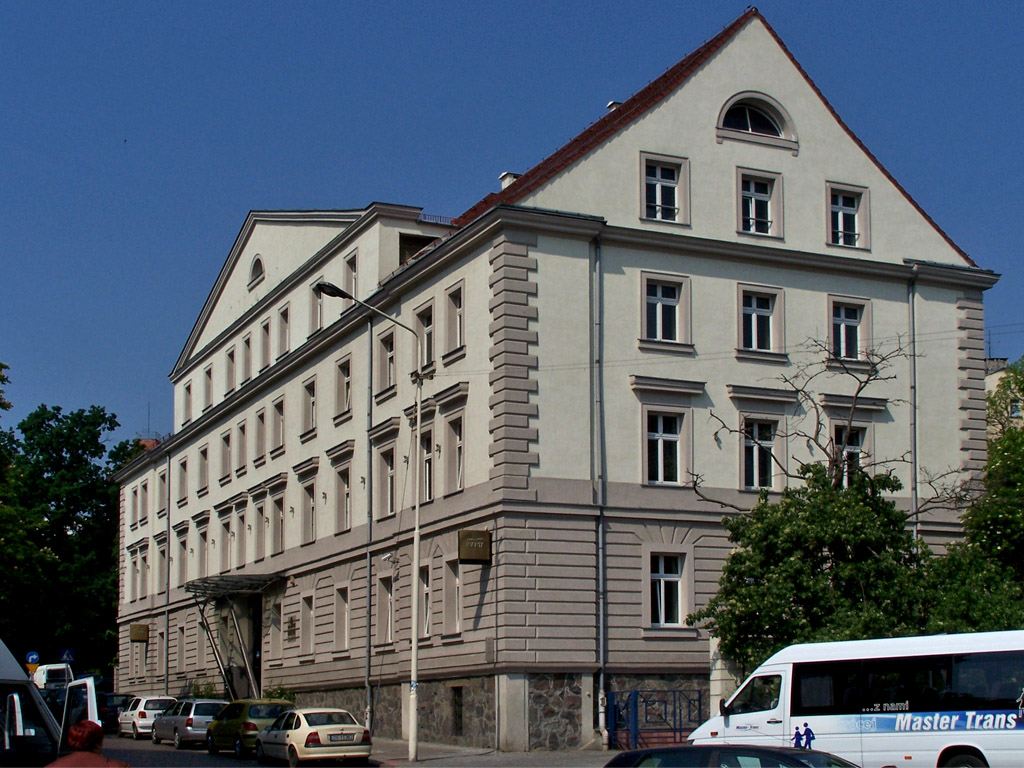

Koszary Bramy Ślimaczej – znajdują się w Szczecinie przy obecnej ul. św. Ducha 1a u zbiegu z ul. Dworcową. 
Budynek dawnych koszar, wzniesiony w drugiej połowie XVIII wieku, przebudowany w roku 1818. Zbudowany na Wołowej Górze, w pobliżu nieistniejącej Bramy Ślimaczej. Początkowo znajdowały się tutaj dwa gmachy ze 192 pomieszczeniami mogącymi pomieścić około 440 żołnierzy. Wnętrze budowli uległo zmianie w wyniku wielokrotnych adaptacji. Z zewnątrz budynek nosi cechy klasycyzmu. Fasada posiada tympanon, elewacje obiegają profilowane gzymsy, a otwory okienne obramowane są opaskami. 
Po remoncie w roku 2001 obiekt stał się siedzibą szczecińskiego oddziału TUiR Warta.